# Nick Rattigan
Pour les articles homonymes, voir Rattigan.
 (juin 2021).
La mise en forme du texte ne suit pas les recommandations de Wikipédia : il faut le « wikifier ».
Les points d'amélioration suivants sont les cas les plus fréquents :
- Les titres sont pré-formatés par le logiciel. Ils ne sont ni en capitales, ni en gras.
- Le texte ne doit pas être écrit en capitales (les noms de famille non plus), ni en gras, ni en italique, ni en « petit »…
- Le gras n'est utilisé que pour surligner le titre de l'article dans l'introduction, une seule fois.
- L'italique est rarement utilisé : mots en langue étrangère, titres d'œuvres, noms de bateaux, etc.
- Les citations ne sont pas en italique mais en corps de texte normal. Elles sont entourées par des guillemets français : « et ».
- Les listes à puces sont à éviter, des paragraphes rédigés étant largement préférés. Les tableaux sont à réserver à la présentation de données structurées (résultats, etc.).
- Les appels de note de bas de page (petits chiffres en exposant, introduits par l'outil «  Source ») sont à placer entre la fin de phrase et le point final[comme ça].
- Les liens internes (vers d'autres articles de Wikipédia) sont à choisir avec parcimonie. Créez des liens vers des articles approfondissant le sujet. Les termes génériques sans rapport avec le sujet sont à éviter, ainsi que les répétitions de liens vers un même terme.
- Les liens externes sont à placer uniquement dans une section « Liens externes », à la fin de l'article. Ces liens sont à choisir avec parcimonie suivant les règles définies. Si un lien sert de source à l'article, son insertion dans le texte est à faire par les notes de bas de page.
- La présentation des références doit suivre les conventions bibliographiques. Il est recommandé d'utiliser les modèles {{Ouvrage}}, {{Chapitre}}, {{Article}}, {{Lien web}} et/ou {{Bibliographie}}. Le mode d'édition visuel peut mettre en forme automatiquement les références.
- Insérer une infobox (cadre d'informations à droite) n'est pas obligatoire pour parachever la mise en page.

Pour une aide détaillée, merci de consulter Aide:Wikification.
Si vous pensez que ces points ont été résolus, vous pouvez retirer ce bandeau et améliorer la mise en forme d'un autre article.
Nicholas Foster Rattigan (né le 6 août 1992) est un auteur-compositeur américain, multi-instrumentiste, chanteur, journaliste et réalisateur de vidéos musicales, originaire de Reno, Nevada. Il est actuellement en activité sous le nom Current Joys. Il est également le batteur et chanteur leader du groupe de surf rock indie Surf Curse.
En tant qu'artiste, Rattigan a commencé à faire de la musique avec The Nicholas Project de 2011 à 2012, après avoir sorti de la musique comme TELE/VISIONS, lançant son premier album, Wild Heart, le 2 janvier 2013, ainsi que toute sa musique à Bandcamp. Après 2015, Rattigan a commencé à jouer en tant que Current Joys, avec son deuxième album studio Me Oh My Mirror, publié le 16 février 2015, reflétant le changement significatif dans son style musical.
Il a publié son troisième album, A Different Age le 2 Mars 2018, dont est tiré le single "a different age" et son quatrième album, Voyager  le 14 mai 2021.

## Biographie
Rattigan est né à Henderson, Nevada, mais a déménagé à Reno pour l'école. Au début de sa carrière, il  déménage à Brooklyn, New York. Il réside actuellement à Los Angeles, California et Dallas, Texas.
Selon Rattigan, la guitare a été enseignée principalement à travers des tablature de guitare en ligne pour des artistes comme System of a down et Flogging Molly. Il a également pris des leçons de tambour quand il avait huit ans.
Rattigan a révélé qu'il souffre d'une forme de trouble d'anxiété généralisée,.

### 2011 – 2015: The Nicholas Project, TELE/VISIONS, Franco Years, Devil Cult et Surf Curse
Rattigan a commencé à écrire et à publier de la musique individuellement comme The Nicholas Project, après qu'un message anonyme de Myspace l'ait inspiré pour composer de la musique. Il a autoédité une série d'enregistrements produits de manière indépendante sur Bandcamp de novembre 2011 à octobre 2012. 
Avec TELE/VISIONS, Rattigan a sorti son premier album, Wild Heart, le 2 janvier 2013. Citant le changement de nom comme influencé par Videodrome, Rattigan a déclaré à FORGE Magazine que "J'écrivais cette chanson et mon colocataire m'avait donné une machine à tambour, donc c'était comme "C'est parfait! Je peux commencer à jouer des spectacles en direct!" Ils étaient comme "oui, mais personne ne va nous prendre de réservation avec comme nom the Nicholas Project" et ils avaient raison.
En 2013, lui et son camarade de classe Jacob Rubeck, qui sort de la musique sous le pseudonyme Gap Girls (anciennement Casino Hearts), ont formé le groupe Surf Curse. Cette bande de surf punk (genre musical) serait leurs deuxième projet majeur après un petit projet appelé Buffalo 66. Grâce à Big Joy Records, un label indépendant à Los Angeles, en Californie, ils ont lancé leur premier album, Buds, en juin 2013 et un EP Sad Boys EP en octobre,.
Trois EP ont été publiés en 2013 : Young Luv en janvier, No One Will Dance en février et Neon Gold en juin. Par ailleurs, de mai à juillet 2013, Rattigan a écrit pour Noisey, une marque de Vice.
Un EP étendu, 2013, a été publié en Janvier 2014. 2008–2010, un album de compilation, a été publié comme le travail final sous The Nicholas Project en mai,. Une compilation de b-sides et pistes inédites, B-Sides, Rarities and Demos, a été lancée un mois plus tard.
Rattigan a écrit pour Imposer comme stagiaire de septembre à octobre 2014.
Trouvé sur sa chaîne YouTube, Rattigan a réalisé sous des noms supplémentaires, Franco Years and Devil Worship. Les deux projets peuvent être trouvés sur Bandcamp.

### 2015 – présent: Current Joys and Danger Collective
En février 2015, Rattigan a annoncé que le suivi de Wild Heart était presque complet. L'album, Me Oh My Mirror, a ensuite été auto-publié le 16 février.
En janvier 2016, l'édition limitée zine Alabama (2000 Light Years) a été annoncée pour une sortie en février.
Le 6 mars 2016, la chanson "New Flesh" de Wild Heart a été utilisée dans une courte vidéo intitulée "Flesh" sur Vine par la célébrité d'Internet Emma Greer, sous son alias en ligne GIBBERTON. La vidéo a été sa dernière avant sa mort par cancer vingt et un jours plus tard et a causé une augmentation de l'intérêt pour la chanson. Deux jours plus tard, Rattigan a lancé une chanson, « Kids », annonçant le changement de nom à Current Joys au lieu de TELE/VISIONS, affirmant que « je ne sens plus la musique que je veux faire et il y a trop de conflits avec la bande de Television qui présentent des problèmes pour les perspectives futures ». Pour s'adapter au changement, Rattigan a réédité toute sa musique sous ce pseudonyme en octobre.
Rattigan, débutant en tant que directeur de la vidéo musicale, a produit et réalisé la vidéo pour "123" du groupe punk folk Girlpool en mars 2017,. En juillet, Rattigan a lancé un deuxième zine en édition limitée intitulé Days, qui est venu avec un EP de cinq chansons inédite. Il a également collaboré avec le labelmate BOYO pour un EP 4 pistes, Split, lancé par Danger Collective et Terrible Records le 6 septembre.
Le 8 janvier, « Become The Warm Jets » et « Fear » ont été lancés comme les singles de A Different Age, leur premier album chez Danger Collective. La vidéo musicale de "In a Year of 13 Moons" est sortie le 30 janvier en tant que troisième single. En février, le quatrième single de l'album, "My Nights Are More Beautiful Than Your Days", intitulé après le film du même nom, sorti dans L.A. Record. L'album a été publié le 2 mars. Dans le même mois, NPR inclus "Fear" dans "The Austin 100", une playlist de chansons d'artistes qui ont joué dans SXSW.

## Discographie

### Sortie en Studio
- Wild Heart (2013)
- Young Love/No One Will Dance/Neon Hell (2013)
- B-Sides, Rarities, and Demos (2014)
- 2013 (2014)
- Me Oh My Mirror (2015)
- Kids (2016)
- Split (2017)
- A Different Age (2018)
- Voyager (2021)